# Lecanora lacteola
Lecanora lacteola är en lavart som beskrevs av Müll. Arg. Lecanora lacteola ingår i släktet Lecanora och familjen Lecanoraceae.   Inga underarter finns listade i Catalogue of Life.